# Vasja Pirc
Vasja Pirc (Idrija, 19 de dezembro de 1907 - Ljubljana, 2 de junho de 1980) foi um dos principais jogadores de xadrez iugoslavo (esloveno) . Seu nome é mais conhecido pelos jogadores contemporâneos como um forte expoente da defesa hipermoderna, agora geralmente conhecida como Defesa Pirc.
Pirc foi campeão da Iugoslávia cinco vezes: 1935, 1936, 1937, 1951 e 1953. Ele recebeu o título de Mestre Internacional (IM) em 1950 e o título de Grande Mestre (GM) em 1953. Ele foi nomeado um Internacional Árbitro em 1973.
Pirc nasceu em Idrija, então parte do Império Austro-Húngaro, e morreu em Ljubljana.

## Jogo de amostra
| Esta seção usa notação algébrica para descrever os movimentos de xadrez. |

Embora Pirc tivesse um recorde negativo contra Alexander Alekhine, ele venceu Alekhine com as peças pretas em um jogo de blitz em Ljubljana em 1930:
- 1.d4 e6, Queen's Pawn Game, Horwitz Defense
- 2.c4 Nf6, 2.c4 geralmente transpõe para aberturas como Queen's Gambit Declined, Nimzo-Indian ou Queen's Indian.
- 3.Nc3 Bb4
- 4.Bd2 b6 5.f3 Bxc3 6.Bxc3 d5 7.e3 0-0 8.Bd3 c5 9.Ne2 Nc6 10.0-0 Bb7 11.Qa4 Qd7 12.Qc2 Nb4 13.Bxb4 cxb4 14.b3 Rac8 15.e4 h6 16.e5 dxc4 17.bxc4 Nd5 18.Qd2 Nc3 19.Rae1 Rfd8 20.d5 exd5 21.c5 Rxc5 22.Nd4 Bc8
- 23.e6 Qc7 24.exf7+ Kxf7 25.f4 Ne4 26.Qb2 Rc3 27.Nf3 Kg8 28.Ne5 Qc5+ 29.Kh1 Qd4 30.Qe2 Bf5 31.g4 Ng3+ 32.hxg3 Bxd3 33.Nxd3 Rxd3 34.Rd1 Qe4+ 35.Qg2 Rc8 36.Rxd3 Qxd3 37.Rf2 Rc1+ 38.Kh2 a5 39.Rd2 Qe4 40.Qxe4 dxe4
- 41.Kg2 a4 42.Rd4 Rc2+ 43.Kf1 Rxa2 44.Rxb4 e3 45.Rxb6 e2+ 46.Kf2 a3 47.Ra6 Ra1 48.Kxe2 a2 0–1